# Power Up
Power Up (сокращённо PWR/UP) — семнадцатый студийный альбом австралийской рок-группы AC/DC, выпущенный 13 ноября 2020 года на лейблах Columbia Records и Sony Music Australia. Power Up знаменует возвращение вокалиста Брайана Джонсона, барабанщика Фила Радда и бас-гитариста Клиффа Уильямса, которые прежде оставили AC/DC до, во время, и после сопровождающегося тура в поддержку предыдущего альбома Rock or Bust (2014). Это первый альбом группы после смерти сооснователя и ритм-гитариста Малкольма Янга в 2017 году, и, по словам его брата Ангуса, он стал данью уважения к нему; Малкольм посмертно получил авторство всех песен альбома, поскольку это были ранее не издававшиеся композиции, написанные обоими братьями.
Power Up был в целом хорошо принят музыкальными критиками и достиг первого места в 21 стране. Альбом был номинирован на 64-ю ежегодную премию «Грэмми» в категории «Лучший рок-альбом», но уступил альбому Foo Fighters Medicine at Midnight (2021). В поддержку Power Up группа проводит Power Up Tour, стартующий в мае 2024 года, с барабанщиком Мэттом Лаугом и бас-гитаристом Крисом Чейни в качестве участников тура, заменяющих Радда и Уильямса, соответственно.

## Предыстория и запись
После выхода альбома 2014 года Rock or Bust группа отправилась в семнадцатимесячное мировое турне. Перед туром барабанщик Фил Радд был обвинён в покушении на убийство, угрозе убийства и в хранении метамфетамина и каннабиса. В туре Радда заменил Крис Слейд, который также играл с AC/DC в альбоме и туре The Razor’s Edge в 1990 году, после первого ухода Радда.
Во время тура вокалист Брайан Джонсон начал страдать от потери слуха, в результате чего последние десять концертов турне Rock or Bust tour были перенесены. В конце концов на оставшиеся концерты его заменил вокалист Guns N' Roses Эксл Роуз. 8 июля 2016 года басист Клифф Уильямс объявил, что уйдёт из группы после завершения тура, сославшись на проблемы со здоровьем в качестве причин своего ухода и назвав AC/DC «изменившимся животным».
Эта пластинка в значительной степени посвящена Малькольму, моему брату. Это дань ему, как и Back in Black — дань уважения Бону Скотту.
В 2018 году поползли слухи, что AC/DC работают над своим семнадцатым студийным альбомом, а Джонсон, Радд и Уильямс вернулись в группу. В августе 2018 года Джонсон, Радд, Ангус Янг и Стиви Янг были сфотографированы в принадлежащей Брайану Адамсу студии звукозаписи Warehouse Studio, в Ванкувере, Британская Колумбия, Канада, предполагая, что группа работала там, где они записали свои три предыдущих альбома. Позднее слухи подтвердились, поскольку альбом записывался там в течение шестинедельного периода в августе и сентябре 2018 года с продюсером Брендоном О'Брайеном, который также работал над альбомами Black Ice 2008 года и Rock Or Bust 2014 года. Некоторые доработки последовали в 2019 году в Лос-Анджелесе. Каждый трек приписан Ангусу и Малкольму Янгу, поскольку Ангус обыскивал архив неизданных песен AC/DC, прежде чем начать записывать альбом. Критики описывали звучание альбома как хард-рок, рок-н-ролл и блюз-метал.
Во время продвижения альбома Ангус признался, что процесс написания песен был сложным, так как ему пришлось собирать риффы, которые он сочинил вместе с братом Малкольмом до его смерти в 2017 году. Он заявил, что их двоюродный брат Стиви помогал ему в аранжировке риффов до того, как группа пришла в студию.

## Продвижение и выпуск
После серии загадочных тизеров с текстом PWR/UP на сайте группы, название альбома было раскрыто как Power Up 7 октября 2020 года. Альбом был выпущен 13 ноября 2020 года. В первую неделю после выхода, по прогнозам, он должен был занять первое или второе место в чарте полноформатных альбомов Billboard 200 и возглавить чарт продаж альбомов в США и Великобритании.
Перед выпуском альбома была выпущена музыкальная аудиозапись для первого сингла группы, «Shot in the Dark». 26 октября на песню было выпущено музыкальное видео. Начиная с ноября 2020 года песня поднялась в топ чарта Billboard Mainstream Rock Songs в течение двух недель. Короткий (53-секундный) клип ко второй песне «Demon Fire» также дебютировал перед выпуском альбома 30 октября 2020 года и снова был выпущен 8 декабря 2020 года, за день до мировой премьеры песни. 11 ноября 2020 года было выпущено музыкальное сопровождение второго сингла «Realize». 7 декабря 2020 года было объявлено, что мировая премьера музыкального видео на «Demon Fire» состоится 9 декабря 2020 года в качестве третьего сингла альбома. 13 января 2021 года на YouTube был выпущен музыкальный видеоклип на песню «Realize». 9 июня 2021 года на Youtube было выложено музыкальное видео на песню «Witch’s Spell». Музыкальный клип на песню «Through the Mists of Time» был выложен на YouTube 30 сентября 2021 года.

### Тур
См. также Power Up Tour в английском разделе.
17 мая 2024 года группа отправилась в концертный тур для продвижения Power Up, в котором вместо Уильямса выступит бывший басист Jane's Addiction Крис Чейни, а вместо Радда — бывший барабанщик Slash’s Snakepit Мэтт Лауг. На данный момент группа исполнила вживую две песни из альбома: «Shot In The Dark» и «Demon Fire».

## Отзывы критиков
| Совокупная оценка         | Совокупная оценка |
| Источник                  | Оценка            |
| ------------------------- | ----------------- |
| AnyDecentMusic?           | 7.2/10            |
| Metacritic                | 79/100            |
| Оценки критиков           |                   |
| Источник                  | Оценка            |
| AllMusic                  | [ 35 ]            |
| Clash                     | [ 36 ]            |
| Consequence of Sound      | A−                |
| Exclaim!                  | 7/10              |
| The Guardian              | [ 39 ]            |
| The Independent           | [ 40 ]            |
| Kerrang!                  | [ 41 ]            |
| NME                       | [ 42 ]            |
| Rolling Stone             | [ 43 ]            |
| The Sydney Morning Herald | [ 44 ]            |

На Metacritic, который присваивает нормализованный рейтинг из обзоров профессиональных публикаций, релиз получил средневзвешенную оценку 79 баллов из 100 на основе девятнадцати обзоров, что указывает на «в целом положительные отзывы». Сайт-агрегатор AnyDecentMusic? дал альбому 7,2 балла из 10 на основе их оценки критического консенсуса. Стивен Томас Эрлевайн в обзоре AllMusic заявил: «Хорошие времена всегда были важной частью группы, но есть глубина ощущения легкомыслия на Power Up, как будто группа решила, что лучший способ отдать дань уважения тому, что они потеряли, — это сосредоточиться на том, что у них ещё есть. Они не зацикливаются на прошлом, они устремляются вперед с набором блюзового и высокооктанового рока с турбонаддувом, который не просто хорошо звучит, но и насыщает.» Дэниел Силвестр из Exclaim! отметил, что «Тот факт, что AC/DC объединились для создания чего-то столь же приятного, как Power Up, когда карты были закрыты, это полное чудо над собой, и AC/DC, кажется, более чем готовы праздновать.» Китти Эмпайр из The Guardian дала альбому три звезды из пяти, заявив: «Если дежавю — знакомая сенсация для AC/DC, то немногим командам удалось собрать такое разнообразие из столь немногих составных частей, как эти стойкие приверженцы reductio ad absurdum, уверенность, которую AC/DC обеспечивают перед лицом невзгод, трудно не приветствовать их.» Ник Раскелл из Kerrang! отметил, что «AC/DC сделали альбом, который даже для них является высшим праздником жизни, лучших времён и абсолютно неукротимой, безграничной силы пары аккордов и четырёх битов. В период, когда собираться вместе со своими товарищами, веселиться, разливать пиво, заниматься сексом и жить с этим почти незаконно, как напоминание о том, насколько мощной и вневременной является сама идея этих чудесных вещей, AC/DC никогда не чувствовали более необходимое или жизненно важное.»

### Награды
На музыкальной премии 2021 ARIA Music Awards альбом был номинирован в категории «Лучший рок-альбом», а группа — в категории «Лучшая группа».
На музыкальной премии iHeartRadio Music Awards 2021 года альбом стал лучшим рок-альбомом года. Сингл «Shot in the Dark» был номинирован на звание лучшей рок-песни года, но проиграл песне Foo Fighters «Shame Shame».
На 64-й церемонии вручения премии «Грэмми» альбом был номинирован в категории «Лучший рок-альбом», а песня «Shot In The Dark» — в номинациях «Лучшее рок-выступление» и «Лучшее музыкальное видео».
В 2020 году альбом получил награду Metal Storm в номинации «Лучший хард-рок альбом». Он также был номинирован в категории «Самый большой сюрприз», но уступил альбому Lucid Planet Lucid Planet II.
| Публикация           | Награда                      | Место |
| -------------------- | ---------------------------- | ----- |
| Consequence of Sound | 50 лучших альбомов 2020 года | 44    |
| Rolling Stone        | 50 лучших альбомов 2020 года | 45    |

## Коммерческий успех
В Австралии Power Up дебютировал под номером один в ARIA Charts, и в процессе AC/DC стала первой группой, у которой австралийский альбом был на первом месте в каждом из пяти десятилетий (с 1980-х по 2020-е годы). За первую неделю зарегистрировано 21 535 продаж альбома, превысив продажи остальных 15 лучших альбомов, вместе взятых. По состоянию на 12 декабря он провел четыре недели на первом месте, став самым длительным альбомом номер один в Австралии в 2020 году.
В Соединённых Штатах в первую неделю Power Up дебютировал на первой строчке Billboard 200, разойдясь тиражом в 117 000 альбомно-эквивалентных единиц (включая 111 000 копий чистыми продажами). Он стал третьим альбомом группы, занявшим первое место в чартах, после For Those About to Rock We Salute You (1981) и Black Ice (2008). Кроме того, за неделю, заканчивающуюся 28 ноября, треки альбома собрали в общей сложности 7,8 миллиона прослушиваний по запросу в стриминговых сервисах.
В Соединённом Королевстве альбом дебютировал под номером один в Official Albums Chart на 13 ноября 2020 года, разойдясь тиражом в 62 000 копий чартовыми продажами, потеснив альбом Кайли Миноуг Disco в качестве крупнейшего релиза первой недели за весь 2020 год.
В Германии альбом дебютировал под номером один, разойдясь почти в 160 000 копий, что стало лучшим началом года. Он оставался на первом месте в общей сложности пять непоследовательных недель и стал самым продаваемым альбомом 2020 года. Во всём мире это был шестой самый продаваемый альбом 2020 года с проданным тиражом 1,37 миллиона копий.

## Список композиций
Все песни написаны Ангусом и Малькольмом Янгами.
| №  | Название                    | Длительность |
| -- | --------------------------- | ------------ |
| 1. | «Realize»                   | 3:37         |
| 2. | «Rejection»                 | 4:06         |
| 3. | «Shot in the Dark»          | 3:06         |
| 4. | «Through the Mists of Time» | 3:32         |
| 5. | «Kick You When You're Down» | 3:10         |
| 6. | «Witch's Spell»             | 3:42         |

| №                   | Название            | Длительность |
| ------------------- | ------------------- | ------------ |
| 7.                  | «Demon Fire»        | 3:30         |
| 8.                  | «Wild Reputation»   | 2:54         |
| 9.                  | «No Man's Land»     | 3:39         |
| 10.                 | «Systems Down»      | 3:12         |
| 11.                 | «Money Shot»        | 3:05         |
| 12.                 | «Code Red»          | 3:31         |
| Общая длительность: | Общая длительность: | 41:03        |

## Участники записи
Сведения взяты из буклета альбома.
AC/DC
- Брайан Джонсон — ведущий вокал
- Ангус Янг — соло-гитара
- Стиви Янг — ритм-гитара, бэк-вокал, аранжировки
- Клифф Уильямс — бас-гитара, бэк-вокал
- Фил Радд — ударные

Дополнительный персонал
- Брендон О'Брайен[англ.] — производство, сведение
- Майк Фрейзер[англ.] — звукоинженер, сведение
- Райан Смит — мастеринг
- Билли Бауэрс — дополнительная звукоинженерия
- Зак Блэкстоун — помощник звукоинженера
- Доминик Чивьеро — помощник звукоинженера
- Ричард Джонс — техник по оборудованию
- Трейс Фостер — техник по оборудованию
- Саймон Мертон — техник по оборудованию
- Джош Чеус — креативное руководство и фотография, художественное руководство и дизайн
- Мишель Холм — художественное руководство и дизайн
- Ben Ib[англ.] — обложка

## Чарты
| Чарт (2020—21)                        | Высшая позиция |
| ------------------------------------- | -------------- |
| Австралия (ARIA)                      | 1              |
| Австрия (Ö3 Austria)                  | 1              |
| Аргентина (CAPIF)                     | 1              |
| Бельгия/Валлония (Ultratop)           | 1              |
| Бельгия/Фландрия (Ultratop)           | 2              |
| Великобритания (UK Albums Chart)      | 1              |
| Венгрия (MAHASZ)                      | 1              |
| Германия (Offizielle Top 100)         | 1              |
| Греция (IFPI)                         | 1              |
| Дания (Hitlisten)                     | 2              |
| Ирландия (Irish Albums Chart)         | 1              |
| Испания (PROMUSICAE)                  | 1              |
| Италия (Classifica album)             | 1              |
| Канада (Canadian Albums Chart)        | 1              |
| Нидерланды (Album Top 100)            | 2              |
| Новая Зеландия (RMNZ)                 | 1              |
| Норвегия (VG-lista)                   | 1              |
| Польша (ZPAV)                         | 2              |
| Португалия (AFP)                      | 1              |
| Словакия (ČNS IFPI)                   | 15             |
| США (Billboard 200)                   | 1              |
| США (Billboard Top Rock Albums)       | 1              |
| США (Top Hard Rock Albums, Billboard) | 1              |
| Финляндия (Suomen virallinen lista)   | 1              |
| Франция (SNEP)                        | 1              |
| Чехия (ČNS IFPI)                      | 3              |
| Швейцария (Schweizer Hitparade)       | 1              |
| Швеция (Sverigetopplistan)            | 1              |
| Шотландия (Scottish Albums Chart)     | 1              |
| Япония (Oricon)                       | 11             |
| Япония (Billboard)                    | 9              |

| Чарт (2020)                      | Позиция |
| -------------------------------- | ------- |
| Австралия (ARIA)                 | 4       |
| Австрия (Ö3 Austria)             | 1       |
| Бельгия (Ultratop Flanders)      | 40      |
| Бельгия (Ultratop Wallonia)      | 15      |
| Великобритания (OCC)             | 26      |
| Венгрия (MAHASZ)                 | 16      |
| Германия (Offizielle Top 100)    | 1       |
| Испания (PROMUSICAE)             | 19      |
| Италия (FIMI)                    | 35      |
| Нидерланды (Album Top 100)       | 72      |
| Польша (ZPAV)                    | 19      |
| Португалия (AFP)                 | 9       |
| Франция (SNEP)                   | 9       |
| Швейцария (Schweizer Hitparade)) | 1       |
| Швеция (Sverigetopplistan)       | 75      |

| Чарт (2021)                         | Позиция |
| ----------------------------------- | ------- |
| Австралия (ARIA)                    | 96      |
| Австрия (Ö3 Austria)                | 32      |
| Бельгия (Ultratop Flanders)         | 138     |
| Бельгия (Ultratop Wallonia)         | 63      |
| Венгрия (MAHASZ)                    | 78      |
| Германия (Offizielle Top 100)       | 3       |
| Испания (PROMUSICAE)                | 51      |
| Португалия (AFP)                    | 47      |
| США (Billboard 200)                 | 174     |
| США (US Top Rock Albums, Billboard) | 34      |
| США (Billboard)                     | 11      |
| Франция (SNEP)                      | 103     |
| Швейцария (Schweizer Hitparade)     | 5       |

## Сертификации и продажи
| Регион                                                                      | Сертификация  | Продажи   |
| --------------------------------------------------------------------------- | ------------- | --------- |
| Австралия (ARIA)                                                            | Золотой       | 35 000    |
| Австрия (IFPI Austria)                                                      | Платиновый    | 15 000    |
| Канада                                                                      | —             | 38,000    |
| Франция (SNEP)                                                              | 2× Платиновый | 200 000   |
| Германия (BVMI)                                                             | Платиновый    | 200 000   |
| Италия (FIMI)                                                               | Золотой       | 25 000    |
| Польша (ZPAV)                                                               | Платиновый    | 20 000    |
| Испания (PROMUSICAE)                                                        | Золотой       | 20 000    |
| Швеция (GLF)                                                                | Золотой       | 15 000    |
| Швейцария (IFPI Switzerland)                                                | Платиновый    | 20 000    |
| Великобритания (BPI)                                                        | Золотой       | 100 000   |
| Итого                                                                       |               |           |
| Весь мир (IFPI)                                                             | —             | 1,400,000 |
| Данные о продажах + прослушиваниях приведены только на основе сертификации. |               |           |